# Parafia św. Anny w Sarbsku
Parafia Świętej Anny w Sarbsku – parafia rzymskokatolicka w dekanacie Łeba, diecezji pelplińskiej.

## Zasięg parafii
Do parafii należą: Bargędzino, Charbrowski Bór, Dychlino, Dymnica, Komaszewo, Łebieniec, Roszczyce, Sarbsk, Steknica, Szczenurze, Ulinia.